# Palaos aux Jeux olympiques d'été de 2008
Vous lisez un « bon article » labellisé en 2011.
La participation des Palaos aux Jeux olympiques d'été de 2008 a eu lieu du 8 au 24 août 2008 à Pékin en Chine. C'est la troisième fois que ce pays, situé en Micronésie, participe aux Jeux olympiques d'été, après sa présence en 2000 à Sydney (Australie) et en 2004 à Athènes (Grèce).
La délégation olympique du Palaos est dirigée par Frank Kyota, le président du comité national olympique du Palaos, et est composée de cinq athlètes, de trois officiels et de quatre entraîneurs. Cela représente une augmentation des sportifs issus de la représentation du Palaos, par rapport aux Jeux d'Athènes où quatre athlètes avaient été envoyés.
L'équipe olympique du Palaos, représentée par leur porte-drapeau, le lutteur Elgin Loren Elwais, est l'une des 117 équipes qui ne remporte pas de médaille lors de ces Jeux puisque les cinq athlètes qualifiés (deux en athlétisme et en lutte et un en natation) ne réussissent pas à obtenir de distinctions. Ils sont en effet éliminés dès les séries (en athlétisme et en natation) ou lors de leur premier combat (pour les lutteurs).

## Arrivée et vie au village olympique

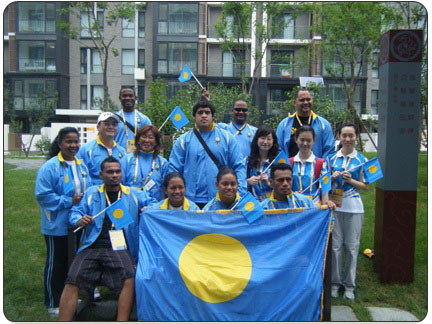
L'équipe olympique des Palaos de 2008 avec le drapeau national.

Pour arriver en Chine, la délégation du Palaos prend le vol CZ377 de la China Southern Airlines en partance de Manille et atterrit à l'aéroport de Xiamen en Chine à 11 h, le 30 juillet 2008. Elle est la première équipe des Jeux olympiques de 2008 à entrer en Chine par Xiamen. La délégation repart avec le même avion à 12 h 18 vers l'aéroport international de Pékin,.
Le 5 août, à 11 h, soit trois jours avant la cérémonie d'ouverture, la délégation du Palaos participe à la cérémonie du lever du drapeau paluan dans le village olympique. À cette occasion, le chef du jour du village Cheng Kai et le représentant de l'équipe s'échangent des cadeaux,. Le 14 août, la délégation organise une réception pour présenter leur pays.

## Cérémonies d'ouverture et de clôture
Les Palaos sont la 119e équipe nationale, après la Roumanie et avant les Tuvalu, à entrer dans le Stade national de Pékin lors de la parade des nations durant la cérémonie d'ouverture. Le porte-drapeau du pays est le lutteur Elgin Loren Elwais, le premier athlète palaosien à s'être qualifié aux Jeux grâce à ses propres performances.
Le 24 août, lors de la cérémonie de clôture, les athlètes entrent dans un style moins formel et sont menés par les porte-drapeaux de toutes les nations participantes. Le drapeau du Palaos est porté par la nageuse Amber Yobech.

## Athlétisme
Les Palaos présentent deux participants en athlétisme, dans l'épreuve du 100 mètres, Jesse Tamangrow chez les hommes et Peoria Koshiba chez les femmes.
Pour Jesse Tamangrow, il s'agit de sa première compétition mondiale puisqu'il a uniquement participé auparavant aux Championnats d'Océanie 2006 et 2008 et aux Jeux de la Micronésie de 2006. Il déclare avant les Jeux olympiques, qu'il se sent bien et qu'il va apprendre beaucoup de cette expérience. Également, il annonce la volonté de battre son record personnel, ce qu'il fera d'ailleurs. Pour cela, il s'est entraîné durement en Australie.
À l'inverse, Peoria Koshiba, qui est également secrétaire et agent du développement sportif à la fédération d’athlétisme du Palaos, est habituée aux compétitions internationales puisque c'est la seule athlète de la délégation à avoir déjà participé aux Jeux olympiques, lors des Jeux de Sydney en 2000 et également elle a concouru lors des championnats du monde en 1997 et en 2001. Elle a remporté aussi des compétitions puisqu'elle a été médaillée d'or dans les épreuves du 100 mètres, du 200 mètres et du relais 4 × 100 mètres lors des Jeux de la Micronésie de 1998. Avant les Jeux olympiques, elle se sent excitée et nerveuse et déclare : « Je sens que je suis soumise à beaucoup de pression pour battre mon record personnel ».

### Qualification
Les deux athlètes ne réalisent pas les minimas de qualification, mais ils sont repêchés et qualifiés pour les Jeux car le comité national olympique du Palaos, qui n'avait aucun athlète qualifié, a pu inscrire les deux athlètes qui étaient les meilleurs du pays dans l'épreuve du 100 mètres hommes et femmes.

### Résultats
Jesse Tamangrow termine septième sur huit participants, après un faux départ, dans la septième série qui comprend le futur médaillé de bronze Walter Dix. Malgré la réalisation d'un nouveau record personnel à 11 s 38, il ne se qualifie pas pour les quarts de finale de l'épreuve.
Dans l'épreuve féminine, Peoria Koshiba finit huitième sur neuf athlètes lors de la première série, n'accédant également pas au tour suivant. Après sa course, où elle fait son meilleur temps de la saison, elle déclare qu'elle ne sait pas si elle va continuer à s'entraîner comme un athlète et qu'elle a également hâte de rentrer chez elle où elle décidera alors de la prochaine étape de sa carrière sportive.
| Athlète         | Épreuve      | Série        | Série | Quart de finale | Quart de finale | Demi-finale   | Demi-finale   | Finale        | Finale        |
| Athlète         | Épreuve      | Résultat     | Rang  | Résultat        | Rang            | Résultat      | Rang          | Résultat      | Rang          |
| --------------- | ------------ | ------------ | ----- | --------------- | --------------- | ------------- | ------------- | ------------- | ------------- |
| Jesse Tamangrow | 100 m hommes | 11 s 38 (PB) | 7     | Non qualifié    | Non qualifié    | Non qualifié  | Non qualifié  | Non qualifié  | Non qualifié  |
| Peoria Koshiba  | 100 m femmes | 13 s 18 (SB) | 8     | Non qualifiée   | Non qualifiée   | Non qualifiée | Non qualifiée | Non qualifiée | Non qualifiée |

## Natation
Amber Yobech, la plus jeune membre de l'équipe à l'âge de 17 ans, est la seule représentante de Palaos en natation.
Pour la jeune nageuse, il s'agit de ses premiers Jeux olympiques mais ce n'est pas sa première compétition internationale puisqu'elle a participé aux Championnats du monde 2003 et  à ceux de  2007. Elle a également remporté des médailles puisqu'elle a été triple médaillée de bronze lors des Jeux de la Micronésie de 2006. Avant les Jeux, elle déclare : « C'est la première fois que je suis aux Jeux olympiques, donc je suis vraiment excitée ».

### Qualification
Même si elle n'est pas parvenue à atteindre les temps qualificatifs pour les Jeux olympiques, Amber Yobech a pu se qualifier pour les Jeux. En effet, le comité national olympique du Palaos pouvait inscrire un nageur et une nageuse sans tenir compte des temps de qualification à condition que le ou les nageurs aient participé aux Championnats du monde de natation 2007 à Melbourne (Australie) et qu'ils reçoivent une invitation de la Fédération internationale de natation (FINA) pour participer aux Jeux. Elle a concouru à l'épreuve du 50 mètres nage libre lors des championnats du monde 2007 et elle a reçu une invitation de la part de la FINA, remplissant donc les conditions d'inscription aux Jeux.

### Résultats
Elle finit troisième dans la troisième série et 71e sur un total de 92 concurrentes avec un temps de 30 secondes. Lors de sa course, c'est elle qui perce en dernière la surface après le départ. Après sa course, où elle bat son record personnel, elle se dit fière de sa course et qu'elle se sentait très détendue et bien focalisée sur l'épreuve avant celle-ci.
| Athlète               | Épreuve                | Série        | Série | Demi-finale   | Demi-finale   | Finale        | Finale        |
| Athlète               | Épreuve                | Temps        | Rang  | Temps         | Rang          | Temps         | Rang          |
| --------------------- | ---------------------- | ------------ | ----- | ------------- | ------------- | ------------- | ------------- |
| Amber Sikosang Yobech | 50 m nage libre femmes | 30 s 00 (PB) | 71    | Non qualifiée | Non qualifiée | Non qualifiée | Non qualifiée |

Les qualifications pour les tours suivants de toutes les épreuves de natation aux Jeux sont décidés uniquement sur la base des temps entre les participantes de toutes les séries, donc le rang indiqué est une place globale par rapport à tous les autres nageuses de la manche.

## Lutte
Les lutteurs Elgin Loren Elwais et Florian Skilang Temengil représentent le Palaos à Pékin.
Même s'il ne participe qu'à ses premiers Jeux olympiques, Elgin Loren Elwais a déjà participé à de nombreuses compétitions internationales puisqu'il a concouru lors des championnats du monde de lutte en 2005, 2006 et 2007 et il participe aux championnats d'Océanie, en junior ou en senior, depuis 2001. Également, il a remporté de nombreuses compétitions puisqu'il a à son actif deux médailles d'or aux Jeux du Pacifique et aux Jeux de la Micronésie et aussi 15 médailles (dont 11 en or) lors des Championnats d'Océanie dont trois médailles d'or et une en argent en lutte gréco-romaine chez les moins de 55 kg, où il concourt pour les Jeux. Il déclare avant d'aller aux Jeux qu'il est excité.
C'est également la première participation aux Jeux olympiques pour Florian Skilang Temengil, même s'il a déjà participé aux Championnats du monde de lutte et aux Championnats d'Océanie en 2007 et en 2008. En comparaison de son confrère Elwais, il a seulement remporté deux médailles aux Championnats d'Océanie dont une en or en lutte libre chez les moins de 120 kg. Pour lui, participer aux Jeux pour la première fois, est la meilleure opportunité de sa vie.

### Qualification
Les deux lutteurs du Palaos se sont qualifiés aux Jeux olympiques de Pékin grâce à leur victoire dans leurs catégories respectives lors des Championnats d'Océanie 2008 qui ont eu lieu à Canberra en Australie du 8 au 10 février 2008 et en faisant partie des sept lutteurs et lutteuses qualifiés par une commission spéciale de la FILA et du comité continental de l'Océanie, à la fin des Championnats d'Océanie,.

### Résultats
Les deux athlètes sont exemptés du premier tour mais perdent dans leur huitième de finale respectif. Elgin Loren Elwais, le champion de l'Océanie en titre, est battu aux points par le triple champion de monde Hamid Sourian dans l'épreuve de la lutte gréco-romaine chez les moins de 55 kg. Après le combat, il annonce son souhait de combattre lors des Jeux de 2012 à Londres en disant : « c'est mes premiers Jeux olympiques et j'attends avec impatience les prochains parce que je suis jeune ». L'autre lutteur Florian Skilang Temengil est battu par le Hongrois Ottó Aubéli dans l'épreuve de la lutte libre chez les moins de 120 kg.
| Athlète                  | Épreuve                                               | Qualification       | 1/8 de finale                 | Quart de finale     | Demi-finale         | 1er tour de repêchage | 2e tour de repêchage | Finale              |
| Athlète                  | Épreuve                                               | Adversaire Résultat | Adversaire Résultat           | Adversaire Résultat | Adversaire Résultat | Adversaire Résultat   | Adversaire Résultat  | Adversaire Résultat |
| ------------------------ | ----------------------------------------------------- | ------------------- | ----------------------------- | ------------------- | ------------------- | --------------------- | -------------------- | ------------------- |
| Florian Skilang Temengil | Lutte libre chez les hommes de moins de 120 kg        | Bye                 | Ottó Aubéli (HUN) P 0–6 1–7   | Non qualifié        | Non qualifié        | Non qualifié          | Non qualifié         | Non qualifié        |
| Elgin Loren Elwais       | Lutte gréco-romaine chez les hommes de moins de 55 kg | Bye                 | Hamid Sourian (IRI) P 0–8 0–6 | Non qualifié        | Non qualifié        | Non qualifié          | Non qualifié         | Non qualifié        |

## Aspects extra-sportifs
Les Jeux olympiques d'été de 2008 permettent de faire bénéficier les Palaosiens, pour la première fois, d'une couverture télévisuelle complète de toutes les compétitions dans leur propre pays. Cette couverture est permise grâce à un accord spécial entre TV New Zealand et le Palau National Communications Corporation.
Pour participer aux Jeux olympiques, la délégation a pu bénéficier du support et de la contribution de Keiji Ohishi, président de la Hamatomo Kankoh Company qui a fourni des tenues d'échauffement, des chaussures de sport, des bagages ainsi que d'autres accessoires et de l'aide de la compagnie aérienne Continental Micronesia qui a fait un don de 7 000 dollars pour le paiement des billets d'avion.